# محمد کارت
محمد کارت (زاده ۱۵ فروردین ۱۳۶۵) کارگردان و فیلمنامه‌نویس ایرانی است.

## زندگی
آغاز فعالیت هنری محمد کارت در زمینه بازیگری و کارگردانی تئاتر از سال ۱۳۷۹ بوده و فارغ‌التحصیل هنرستان هنرهای نمایشی، لیسانس کارگردانی سینما و عضو پیوسته کانون کارگردانان سینمای ایران و خانه سینمای ایران است.

## فیلم‌شناسی

### کارگردان و تهیه‌کننده
- سریال شبکه خانگی «یاغی» کارگردان
- فیلم سینمایی «شنای پروانه» کارگردان[۲]
- مستند سینمایی «آسانسور» تهیه‌کننده
- مستند «تورگی» تهیه‌کننده
- فیلم داستانی «تبر» تهیه‌کننده
- مستند «پیله» تهیه‌کننده و کارگردان
- مستند «خونه رو» تهیه‌کننده و کارگردان
- مستند «مسروقه» تهیه‌کننده و کارگردان
- مستند «مخدر، کلاف سردرگم» تهیه‌کننده و کارگردان
- فیلم‌کوتاه داستانی «بچه‌خور» کارگردان
- مستند «لاوراتوار» تهیه‌کننده
- مستند «آوانتاژ (فیلم مستند)» کارگردان و تهیه‌کننده[۳][۴]
- مستند «معلق» کارگردان[۵][۶]
- مستند «بختک» کارگردان[۷][۸]
- مستند «خون مردگی (فیلم مستند)» کارگردان و تهیه‌کننده
- مستند «سمفونی مرگ» کارگردان و تهیه‌کننده[۹]
- مستند «ذره بین» تهیه‌کننده[۱۰]

### بازیگری
- آزادی مشروط (حسین مهکام ۱۳۹۲)
- حراج (حسین شهابی ۱۳۹۲)
- عصبانی نیستم[۱۱] (رضا درمیشیان ۱۳۹۲)
- چه خوبه که برگشتی[۱۲] (داریوش مهرجویی ۱۳۹۱)
- بوسیدن روی ماه[۱۳] (همایون اسعدیان ۱۳۹۰)
- بی خود و بی جهت (عبدالرضا کاهانی ۱۳۹۰)
- گزارش یک جشن (ابراهیم حاتمی کیا ۱۳۸۹)

## جوایز
- برنده نشان فیروزه‌ای و تندیس بهترین فیلم هجدهمین جشنواره بین‌المللی سینماحقیقت برای مستندهای «تورگی» و «آسانسور»
- برنده تندیس بهترین فیلم از نگاه تماشاگران هجدمین جشنواره بین‌المللی سینماحقیقت برای مستند «تورگی»
- برنده سیمرغ بلورین بهترین فیلم از نگاه تماشاگران از سی و هشتمین جشنواره فیلم فجر برای فیلم سینمایی «شنای پروانه» ۱۳۹۸[۱۴]
- برنده سیمرغ بلورین بهترین فیلم از سی و هفتمین جشنواره فیلم فجر برای فیلم کوتاه داستانی «بچه‌خور»[۱۵]
- برنده جایزه بزرگ نوزدهمین فستیوال اودنسه دانمارک و معرفی به اسکار ۲۰۲۰ از طرف این فستیوال
- برنده سیمرغ بهترین فیلم از سی و ششمین جشنواره جهانی فیلم فجر برای فیلم کوتاه داستانی «بچه‌خور»[۱۶]
- برنده تندیس بهترین فیلم کوتاه از بیستمین دوره جشن بزرگ سینمای ایران برای فیلم کوتاه «بچه خور» ۱۳۹۷[۱۷]
- جایزه بهترین کارگردانی از نهمین جشن مستقل فیلم کوتاه ایران (بچه‌خور)[۱۸]
- جایزه کارگردانی و جایزه بهترین فیلم از نگاه تماشاگران سی و پنجمین جشنواره بین‌المللی فیلم کوتاه تهران
- نشان شایستگی بهترین فیلم کوتاه از نهمین جشن مستقل فیلم کوتاه (بچه‌خور)*[۱۹]
- برنده سیمرغ بهترین فیلم کوتاه آسیایی از سی و ششمین جشنواره جهانی فیلم فجر (بچه‌خورکوچه نوری)[۲۰]
- برنده تندیس ویژه داوران یازدهمین جشنواره بین‌المللی سینماحقیقت (لاوراتوار)[۲۱]
- برنده تندیس بهترین کارگردانی فیلمهای بلند از دهمین جشنواره بین‌المللی سینماحقیقت (آوانتاژ)[۲۲]
- برنده جایزه بهترین کارگردانی از سی‌وسومین جشنواره بین‌المللی فیلم‌فجر (بختک)[۲۳]
- برنده تندیس بهترین فیلم اجتماعی از هفتمین جشنواره بین‌المللی سینما ل (خونمردگی)[۲۴]
- برنده جایزه بهترین کارگردان مستند سال از چهارمین دوره جشنواره جام‌جم تلویزیون[۲۵]
- برنده تندیس بهترین فیلم بخش بین‌الملل ششمین جشنواره بین‌المللی فیلم شهر (آوانتاژ)[۲۶]
- برنده تندیس ویژه هیئت داوران بخش بین‌الملل ششمین جشنواره بین‌المللی فیلم شهر (آوانتاژ)[۲۷]
- برنده جایزه بهترین کارگردانی از دومین جشنواره فیلم سلامت (آوانتاژ)[۲۸]
- برنده جایزه بهترین فیلم ورزشی سال با موضوع اعتیاد از یازدهمین جشنواره بین‌المللی فیلمهای ورزشی (آوانتاژ)[۲۹]
- برنده تندیس بهترین فیلم اجتماعی سال ۹۲–۹۱ از چهارمین دوره جایزه بزرگ شهید آوینی (خونمردگی)[۳۰]
- برنده تندیس بهترین کارگردانی نهمین دوره جشنواره ملی فیلم اردیبهشت هرمزگان (خونمردگی)[۳۱]
- برنده تندیس بهترین فیلم نیمه بلند از یازدهمین دوره جشنواره سراسری دانشجویی نهال (خونمردگی)[۳۲]
- برنده تندیس بهترین فیلم، نشان فیروزه فیلمهای بلند از هجدهمین جشنواره بین‌المللی سینماحقیقت («تورگی» و «آسانسور»)[۳۳]